# Ariadna (opera)
Ariadna – opera kameralna Elżbiety Sikory, w jednym akcie, według tekstu poetyckiego Winnica (z Dialogów z Leukoteą) Cesarego Pavese w tłumaczeniu Stanisława Kasprzysiaka. Jej prapremiera miała miejsce w Warszawie 7 marca 1979 roku.
Opera została uhonorowana  w 1978 r. drugą nagrodą na Konkursie Kompozytorskim im. C. M. von Webera w Dreźnie.

## Osoby
- Ariadna – sopran
- Leukotea – mezzosopran
- orszak Dionizosa (tancerze)

## Treść
Ariadna opłakuje odejście Tezeusza, którego niegdyś wyratowała z labiryntu Minotaura. Przybywa do niej nimfa Leukotea i zwiastuje nadejście orszaku Dionizosa, który przynosi i śmierć i radość.